# کرای آو فیر
کرای آو فیر یا گریهٔ ترس (به انگلیسی: Cry of Fear) یک بازی تیراندازی اول شخص در سبک ترس و بقا می‌باشد که توسط استودیوی مستقل سوئدی تیم سایکس‌کالار تولید شده‌است. کرای آو فیر در اصل به‌عنوان مودی برای نیمه‌عمر در سال ۲۰۱۲ منتشر شده بود و سال بعد به‌عنوان محصول مستقل منتشر گردید.